# W Służbie Narodu (miesięcznik)
W Służbie Narodu – oficjalny organ prasowy Służby Cywilnej Narodu, utworzonej przez działaczy Grupy „Szańca”, miesięcznik, wychodził w Radomiu od listopada 1943 r. do maja 1944 r.
Pismo liczyło przeciętnie 12 stron odbitych na powielaczu formatu 22x30 cm. Omawiano w nim zagadnienia wchodzące w zakres prac SCN, tj. różne kwestie dotyczące prawa i administracji.